# Tigani
Tigani (în greacă Τηγάνι) este o mică peninsulă în regiunea Mani din sudul Greciei. Numele înseamnă în limba greacă „tigaie”. Tigani este înconjurată de mare, cu excepția unei benzi înguste de pământ care o unește de continent.

## Megali Maina
Mulți istorici cred că Tigani este locația castelului Megali Maina (numit și Grande Magne). Se spune că a fost construit la începutul secolului al XIII-lea de către cruciații francezi care au venit în Mani și în Peloponez după ce au preluat Constantinopolul. 